# Визигарда
Визигарда (Wisigarde, Wisigardis) е лангобардска принцеса и кралица на франките през 6 век.

## Биография
Родена е през 510 година. Дъщеря е на лангобардския крал Вахо на среден Дунав и втората му съпруга Аустригуза (или Острогота), дъщеря на Туризинд (548 – 560), краля на гепидите. Визигарда е сестра на Валдерада (* 530).
През 531 г. баща ѝ я сгодява с Теодеберт I († 547/548), крал на Австразия от Меровингите. През 532 г. Теодеберт среща галороманката Деотерия (Деутерия), която става майка на единствения му син Теодебалд. През 537/538 г. той изгонва Деотерия, поради съпротивата на франките и се жени за годеницата си Визигарда. Тя пристига в двореца на Меровингите в Кьолн.
Визигарда умира след къс брак. Теодеберт се жени отново за непозната жена и има от нея или от Визигарда дъщеря Бертоара (Berthoara).
Нейният заварен син Теодебалд се жени през 554 г. за сестра ѝ Валдерада.